# Муса-хан Талышский
Муса-хан талышский — был одним из ханов талышей и правителем Астары.

## История
Противоречия между правящими кругами талышских районов после падения династии Сефевидов привели к расколу Талыша на несколько частей. К власти в Ленкорани пришел Амир Акис, в Кызыл-Агаче — Муса-хан, в Астаре — Мухаммад Хусейн-хан.
В 1727 г. Муса-хан, получив помощь от Надир-хана и собрав большое войско, устранил обоих своих соперников и тут же провозгласил Астару столицей своего эмирата. О своем повиновении Мусе объявило население Гураб-е Астары — жители Корганруда, Асалема, Вилкиджа, Зуванда. Муса-хан, захватив сельскохозяйственные угодья, стал одним из богатейших землевладельцев области. В момент появления на по литической сцене Ирана Надир-хана османские турки продвигались к Талышу. Еще до этого они выбили из Ардебиля гарнизон сефевидского шаха Тахмаспа II. В то же время все талышские земли находились под контролем России.
В результате усиления податного бремени в 1742 г. против Надира вспыхнуло восстание талышского населения Астары, проживавшего в труднодоступных лесных районах. Талыши изгнали сборщиков налогов Надира и взялись за оружие. Восстание талышей расширялось. Сам Надир, который в это время проводил на Кавказе операцию по подавлению Сурхай-хана Лезги, приказал правителям Ардебиля, Гиляна, а также Муса-хану наказать талышских бунтовщиков. Он прибыл в Ардебиль, чтобы лично контролировать выполнение своего приказа.
После подавления мятежа талышей Астары Надир потребовал, чтобы Муса-хан заставил Сурхай-хана — марионетку османских турок — как можно скорее уйти из Азербайджана и Армении. Предполагалось, что после этого русские войска также покинут Дербент и Баку. Сурхай-хан в своем ответе Муса-хану писал, что он взял Ширван мечом и поэтому не намерен отдавать его миром. Надир начал подготовку к нападению на Ширван и Дагестан. Муса-хан на правил письма владетелям талышских районов с приказом присое диниться со своими отрядами к Надиру. Сам он привел к нему отряд из 600 воинов. После наступления затишья на Кавказе и в Талыше в 1743 г. (1148 г. х.) Надир со своим войском появился в Мугане. Здесь он созвал талышских вельмож и командиров и приказал им выделить 500 человек из знатных талышских фамилий в его свиту в качестве слуг-нукеров. Повинуясь Надиру, Мир Аббас-бек попытался убрать с дороги своего соперника Муса-хана. Он попросил у Надира помощи и представил ему брата своей жены Али-бека вместе с его сыном Джамаледцином. Надир прозвал его «Кара-бек» за смуглый цвет лица и назначил его сотником в своем войске. Маневры Мир Аббас-бека пришлись на тот момент, когда Надир узнал о тайных связях Муса-хана с Россией. С помощью русских купцов, приезжавших в Ленкорань и Астару, Муса-хан установил связи с русскими военными властями в Аштархане (Астрахани) и Иране и заверил их, что будет поддерживать добрые отношения с Россией. Кроме того, он обратился с письмом к местным талышским правителям и землевладельцам с просьбой поддержать его в этом начинании. Однако ему не удалось обеспечить безопасность в Улуфе и Даштванде, где сильным влиянием пользовался Мир Аб-бас-бек. Узнав о пророссийских интригах астаринского владетеля, Надир бросил в тюрьму Муса-хана и его старшего сына. Из-за недоверия к талышской знати он поручил правление талышскими районами одному из своих крупных военачальников, Ибрахим-хану Ширази. Ибрахим-хан, получив большую власть, положил конец царившим смутам, интригам и поборам. Сам он по предложению авторитетных талышских старейшин взял в жены сестру Мир Аббас-бека.
Астара после смерти Муса-хана находилась в руках его старшего сына Шуджа ад-дина.